# Mongolski divji konj
Mongolski divji konj ali konj Przewalskega (znanstveno ime Equus przewalskii ali Equus ferus przewalskii) je redek azijski predstavnik divjih konj stepe, ki je svoje znanstveno ime dobil po ruskem naravoslovcu Nikolaju Prževalskem. Pred leti je ta žival v naravi izumrla in se ohranila le v živalskih vrtovih, od koder so konje znova naselili v divjino, kjer živijo tudi danes.

## Taksonomija

### Imena
Poznanih je mnogo različic imena tega konja. V slovenski literaturi žival najpogosteje poimenujejo z imenom mongolski divji konj, znanih pa je tudi veliko različic prevoda znanstvenega imena: konj Przewalskega, konj przewalskega, konj przevalskega, konj Przewalski – Takh, konj przewalski, przewalskijev konj,  prževalski konj in druge.

### Znanstvena klasifikacija
Mongolskega divjega konja je prvič kot vrsto formalno opisal Rus Ivan Sejmonovič Poljakov leta 1881. Natančen taksonomski položaj je problematičen še danes, saj si taksonomi niso enotni, ali je konj Przewalskega svoja vrsta (torej Equus przewalskii), podvrsta divjega konja (torej Equus ferus przewalskii, skupaj z dvema drugima podvrstama, domačim konjem, E. f. caballus, in izumrlim tarpanom, E. f. ferus) ali celo subpopulacija domačega konja.

## Izgled
Gre za majhnega čokatega konja ponijeve velikosti, ki doseže od 1,2 do 1,45 metra plečne višine. Konj Przewalskega je dolg od 2,2 do 2,6 metra, medtem ko njegov rep meri od 80 do 110 centimetrov. V povprečju živali tehtajo od 200 do 300 kilogramov. Njegova dlaka je obarvana s tako imenovano prabarvo, ki je značilna za vse recentne prakonje in nekatere stare pasme domačega konja. Konjeva dlaka je rumenkasto rjave do cimetaste barve z nekoliko svetlejšim trebuhom, žival pa je moč prepoznati tudi po dolgi jeguljasti temni progi, ki teče čez hrbet. Spodnji del kratkih nog je črn, pokončna griva in rep sta temna, konjev gobec pa je bel.

## Ekologija
Mongolski divji konj je dnevna (diurnalna) vrsta, ki se hrani z različnimi zelmi. Odrasli žrebci živijo v čredah samcev ali samotarsko, medtem ko imajo vodilni žrebci majhne črede kobil (navadno 2 do 4 samice) in mladičev. Kobile so z enim žrebetom breje okoli 340 dni, skoten mladič pa je že prvi dan svojega življenja sposoben slediti materi. Navadno kobile dojijo od 6 do 8 mesecev.

## Razširjenost
Mongolski divji konj je žival azijskega področja, ki se v majhnem številu pojavlja v stepskih in polpuščavskih predelih Mongolije ter Kitajske. Konj Przewalskega je v preteklosti v naravi že izumrl, a se je na srečo ohranilo nekaj posameznikov, gojenih v ujetništvu, ki so jih kasneje izpustili in znova osnovali divjo populacijo. Sedaj naj bi bilo v divjini 178 odraslih osebkov, populacija pa še narašča.